# LAMP

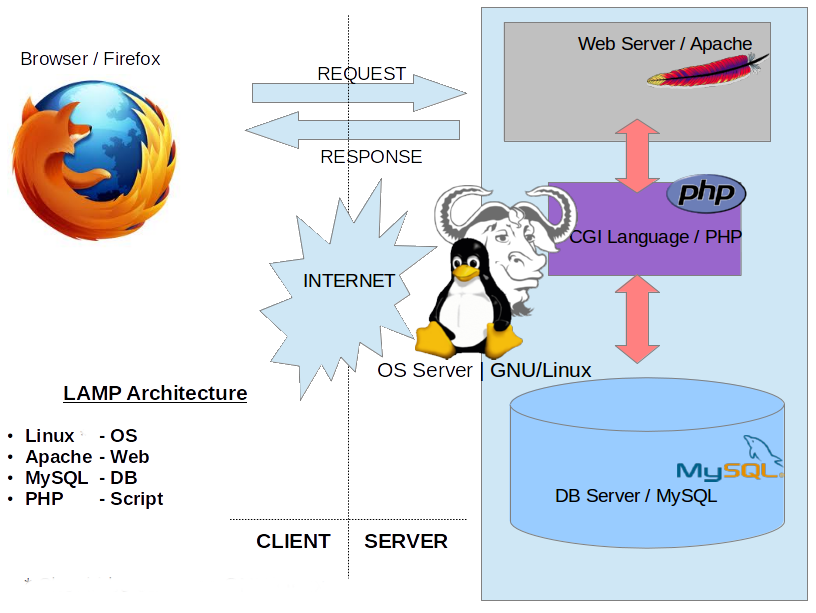
Przykładowy schemat architektury LAMP

LAMP – zestaw otwartoźródłowego oprogramowania, stanowiący popularną platformę serwerową dynamicznych stron WWW:
- Linux (system operacyjny)
- Apache (serwer WWW)
- MariaDB / MySQL (serwer bazy danych)
- Perl, PHP, ew. Python, Primate (język skryptowy)

Pomimo że żaden z tych elementów nie został stworzony specjalnie do współdziałania z pozostałymi, taki zestaw oprogramowania jest bardzo popularny ze względu na niski koszt i dostępność wszystkich komponentów (m.in. są dołączane do większości dystrybucji Linuksa, lub dostępne do pobrania za pośrednictwem systemu zarządzania pakietami).
Akronim LAMP został stworzony przez Michaela Kunze w artykule dla niemieckiego magazynu komputerowego c't. Celem artykułu było wskazanie zestawu darmowego oprogramowania, który mógł stanowić alternatywę dla oprogramowania komercyjnego. Znając zamiłowanie środowiska informatycznego do akronimów, Kunze stworzył LAMP jako chwytliwy sposób popularyzacji wolnego oprogramowania (w jęz. angielskim słowo „lamp” oznacza lampę).
Wśród anglojęzycznych informatyków termin LAMP został rozpowszechniony przez wydawnictwo O’Reilly i producentów MySQL.
Istnieją odmiany tego zestawu oprogramowania i co za tym idzie akronimu: LAPP (gdzie MariaDB jest zastąpiona przez PostgreSQL), LASP (gdzie MariaDB jest zastąpiona przez SQLite), LNMP (gdzie Apache jest zastąpiony przez nginx), LLMP (gdzie Apache jest zastąpiony przez lighttpd), WAMP (Microsoft Windows zamiast Linuksa), FAMP (FreeBSD) oraz samo AMP (pominięty system operacyjny – wariant lansowany przez Apple Inc.).
Oprogramowanie, na którym działa Wikipedia, jest również platformą LAMP – MediaWiki stworzone na Linuksie, korzysta z serwera Apache, dane z kolei przechowuje baza danych MySQL, a językiem skryptowym jest PHP (poprzednio Perl).